# قلمرو دکسه
قلمرو دکسه (به لاتین: Dekese Territory) یک منطقهٔ مسکونی در جمهوری دموکراتیک کنگو است که در ناحیه کسایی واقع شده‌است.